# Ontsira kasparyani
Ontsira kasparyani är en stekelart som beskrevs av Sergey A. Belokobylskij 1982. Ontsira kasparyani ingår i släktet Ontsira och familjen bracksteklar. Inga underarter finns listade i Catalogue of Life.